# Pentamerismus retusus
Pentamerismus retusus är en spindeldjursart som beskrevs av Meyer 1979. Pentamerismus retusus ingår i släktet Pentamerismus och familjen Tenuipalpidae. Inga underarter finns listade i Catalogue of Life.